# Trivial Pursuit

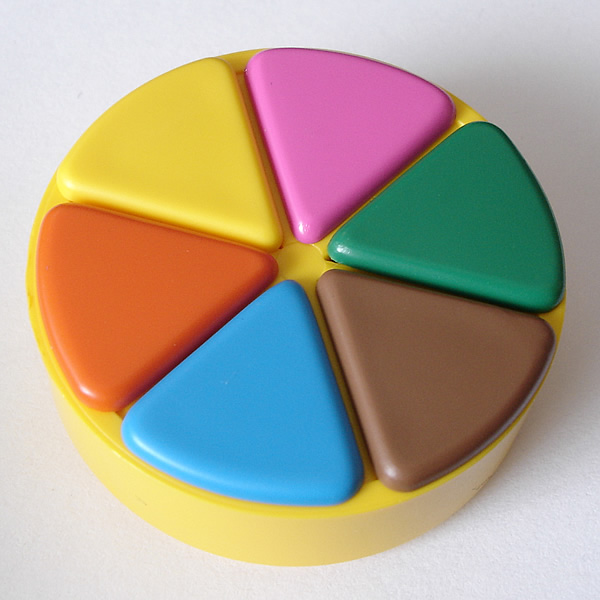
Trivial Pursuit-spelpjäs med samtliga "tårtbitar".

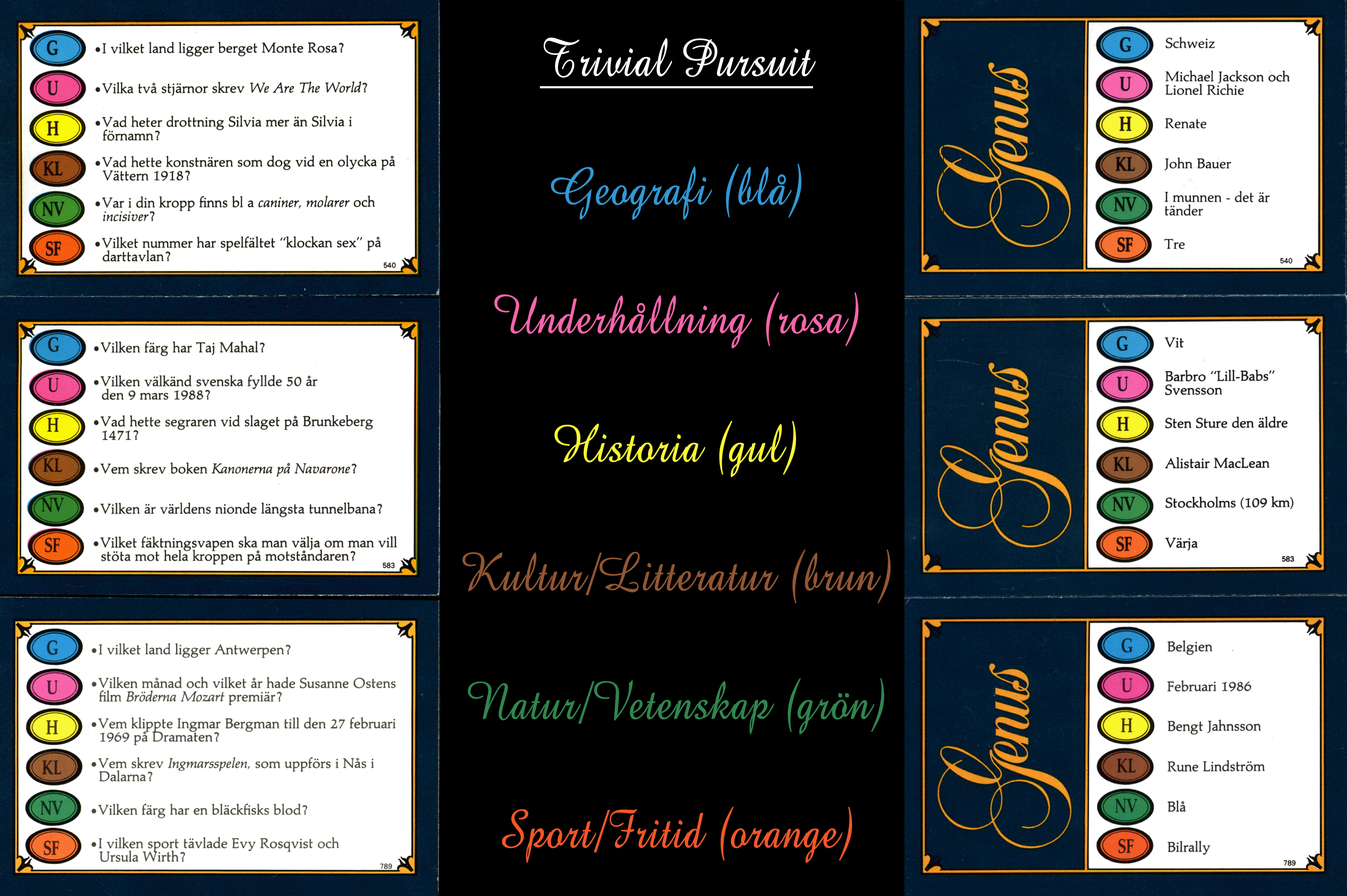
Trivial Pursuit-exempel.

Trivial Pursuit (ofta förkortat TP i tal) är ett populärt frågespel och sällskapsspel. Det kunskapsbaserade brädspelet uppfanns 1979 av kanadensarna Chris Haney och Scott Abbott.
Spelet blev under 1980-talet ett av de mest spridda och uppmärksammade sällskapsspelen internationellt. Det bidrog under 1980-talet även till ökad popularitet för brädspel i allmänhet och efterföljare i den nya spelgenren frågesportbaserade brädspel.

## Historik

### Bakgrund
Spelet uppfanns i december 1979, av de båda journalisterna Haney och Abbott. De båda blev bekanta 1975, när Haney flyttade till Montréal för att arbeta med uppbyggandet av presscentret till de olympiska sommarspelen i staden året därpå. Namnet kom från engelskans term för 'lättsamt tidsfördriv'.
Tävlingsidén föddes under de bådas spelande av ordspelet Scrabble, kvällen den 15 december 1979 i Haneys hem i Montréal. Bakgrunden var Haney insåg att han köpt sex olika Scrabble-askar, delvis på grund av förlorade tävlingsbrickor. Det hela ledde till en diskussion om huruvida de två skulle kunna hitta på ett lika framgångsrikt spel. På Haneys fråga om inriktningen svarade Abbot "trivia", det vill säga små bitar av information. Tillsammans utvecklade de under de kommande timmarna grunden till spelet, ett trivia-baserat brädspel med frågor uppdelade i sex breda kategorier.
De två upptäckte sedan att de behövde mer kunskaper om speldesign, produktion och marknadsföring, och ett besök på en leksaks- och spelmässa i Montréal gav dem mängder av idéer. Därefter värvade de Haneys broder John (tidigare ishockeyproffs) och dennes vän Ed Werner (bolagsjurist) i det fortsatta arbetet. Den nödvändiga finansieringen under den vidare utvecklingsfasen kom via 40 000 dollar investerade av 32 personer, och därefter ägnade Haney och Abbot de kommande två åren åt att sätta samman de 6 000 frågorna i den ursprungliga Genus-uppsättningen. Dessutom fick de tillräckligt många förhandsbeställningar på spelet gör att våga sig på att lansera spelet kommersiellt.

### Lansering
Den första lanseringen i hemlandet Kanada skedde 1981. Året efter började den även distribueras i USA efter att Haney och Abbott sålt dessa distributionsrättigheter till speltillverkaren Selchow & Righter, som under 1983 rapporterade en försäljning av 1,3 miljoner askar. Den tidiga lanseringen på spelmässor i Montréal och New York gick trögt, och vid denna tid var actionfigurer och datorspel det mest eftertraktade på spelmarknaden. Men det vände snart, och redan under 1982 gjorde försäljningen av Trivial Pursuit de båda konstruktörerna till dollarmiljonärer. Den mest effektiva populariseringen skedde ryktesvägen, via "mun-till-mun". Under årtiondet växte Trivial Pursuit till ett social fenomen, och redan i slutet av 1984 rapporterade The New York Times att "spela TP" blivit mer populärt än att "äta middag" hos folk.
Under 1982 producerade man vid fabriken i Kanada 3 500 spel om dagen, och 1984 hade man totalt sålt 20 miljoner uppsättningen. Denna siffra kom att fyrdubblas fram till 2004. Senare har en sammanlagd omsättning på över 1 miljard kanadensiska dollar och över 100 miljoner askar (2023) nämnts. Detta skulle enligt Fun.com 2023 göra spelet till alla tiders sjunde mest populära brädspel.

### Nya ägare
2008 sålde Haney och Abbott rättigheterna till spelet till leksaks- och spelföretaget Hasbro för 80 miljoner dollar. Haney avled 2010, i en ålder av 59 år, medan Abbott numera investerat i galoppsport och ishockeylag.

### Översättningar och versioner

#### Svenska upplagor
Den första svenska upplagan av Trivial Pursuit (Genus) kom ut hösten 1984, skriven och redigerad av Lars Göransson och Lars Johansson. Liksom alla icke-amerikanska upplagor producerades den svenska upplagan på uppdrag och under direkt överinseende av speluppfinnarnas eget bolag Horn Abbott Intl. För de tidiga svenska upplagorna nyproducerades cirka 75 procent av frågematerialet; resterande var mer eller mindre direkta översättningar från amerikanska, engelska och andra utgåvor. Nordisk distributör var fram till 1993 Brio AB, och därefter har spelet i Norden distribuerats av Hasbro. 
Under de knappa tio år som Brio hanterade spelet blev det bolagets enskilt mest sålda produkt någonsin. Detta trots att spelet när det introducerades, med god marginal var det dyraste sällskapsspel som sålts i Sverige. Trivial Pursuit Genus-upplaga utsågs till 'Årets spel' i Sverige 1985.

#### Andra länder
Trivial Pursuit har översatts till flera språk och kommit i ett antal nyare upplagor och versioner; 2014 hade totalt minst 50 specialupplagor lanserats. I vissa upplagor är frågorna inriktade särskilt till barn eller så har de ett genomgående tema, till exempel film, så som Disney, Star Wars, Star Trek och Lord of the Rings Movie Trilogy Edition. Men även litteratur som Book Lover's Edition, musik som The Beatles Collector's Edition och en retro version Trivial Pursuit – Greatest Hits (1980-90-tal & popkultur).
Spelet har även lanserats som datorspel på ett antal olika plattformar och datormiljöer, inklusive som arkadspel, konsolspel och onlinespel.

### Efterföljare
Trivial Pursuit har även fått många efterföljare. De första i Sverige var Algas MasterQuiz och Kärnans Geni, som båda kombinerar en spelplan med kategorival med en uppsättning frågekort. TP har utvecklats till en egen populär gren av sällskapspel med många olika teman och varianter med exempel som Hermans historia, Jeopardy (efter TV-programmet), Kvitt eller dubbelt, NE-spelet, Sybarit (vin-tema) och Bezzerwizzer. Frågesportskonceptet har inspirerat till en mängd tävlingsprogram baserat på spelet i TV, i bland annat USA, Storbritannien och Spanien.

## Regler

### Deltagare och kategorier
Spelet är avsett för två till sex deltagare. Deltagarna, som tävlar var för sig eller i lag, flyttar runt med hjälp av tärning på en spelplan och besvarar frågor som finns tryckta på särskilda frågekort. Frågorna är i den klassiska utgåvan indelade i sex kategorier: 
- Geografi (engelska: geography; blå)
- Underhållning (entertainment; rosa)
- Historia (history; gul)
- Kultur/Litteratur (arts and literature; brun)
- Natur/Vetenskap (science and nature; grön)
- Sport/Fritid (sport and leisure; orange).

Den ursprungliga kanadensiska ordningen på ämnena var geografi, underhållning, historia, sport/fritid, kultur/litteratur, natur/vetenskap.

### Spelförlopp
På den cirkulära spelplanen finns sex större rutor utplacerade med jämna mellanrum, en per frågekategori. Rätt svar på en fråga när man står på en av dessa rutor belönas med en sektorformad tårtbit (ibland kallad plupp, ost eller i sällan förekommande fall "bombare") i kategorins färg. Målet är att fylla spelpjäsen med en tårtbit från var och en av kategorierna. Då en spelare lyckats med detta tar denne sig till spelplanens mitt och får där en fråga, där motspelarna valt kategori. Svarar spelaren rätt på den så har denne vunnit spelet. 
Spelare ska uppge det svar som står på frågekortets baksida. För att få rätt ska svaret vara samstämmigt med det som står angivet, även om exakt samma ordval inte alltid är nödvändigt. Består svaret i två delar, till exempel en fetmarkerad del och en icke-fetmarkerad del, kan båda delarna anses vara rätt. Har fakta förändrats över tid, och vilken tidpunkt som efterfrågas inte specificeras, är båda svarsalternativen att betrakta som korrekta.
Ungefärlig speltid är 80–90 minuter, men detta kan förlängas avsevärt beroende på spelsätt och deltagare.

## Kritik
Spelet har under årens lopp överlevt två stämningar. 1984 stämde författaren Fred L. Worth spelutvecklarna, eftersom de i spelet nämnde faktauppgifter som han samlat i sina egna triviabaserade böcker. Det slutliga domslutet fastslog att trivia var fakta som inte kunde stjälas.
En annan rättssak drevs under 13 års tid av Nova Scotia-bördige David Wall, som Haney en gång plockat upp som liftare. Wall hävdade att han gett Haney idén till spelet, men inte heller detta påstående höll rättsligt.